# Katasztrofizmus
A geológiában a katasztrofizmus elmélete szerint a Földet nagyrészt hirtelen, rövid ideig tartó, erőszakos események formálták. Ez ellentétben áll az uniformizmussal, amely szerint a lassú, növekményes változások, mint például az erózió, alakították ki a Föld összes geológiai jellemzőjét. Az uniformizmus hívei úgy tartják, hogy a jelen a "múlt kulcsa" és minden, múltban lezajló geológiai folyamat (például az erózió) azonos a ma is megfigyelhetőkkel. A katasztrofizmus-pártiak és az uniformizmus hívei közötti, a 19. század óta folyó viták eredményeképpen a geológiai események átfogóbb és integráltabb szemlélete alakult ki. Az így létrejött tudományos konszenzus elfogadja, hogy voltak ugyan katasztrófák a geológiai múltban, de ezek csak szélsőséges, néha előforduló esetek a természetes folyamatokban.
A katasztrofizmus híveinek javaslata szerint úgy kellene meghatározni minden geológiai korszak végét, hogy azt heves és hirtelen természeti katasztrófák zárják le, mint például a nagy árvizek és a nagy hegyláncok gyors kialakulása. A világ azon részein élő növények és állatok, ahol ilyen események előfordultak, kihaltak, helyükre hirtelen új formák jöttek, és ezek kövületei határozták meg a geológiai rétegeket. A katasztrofizmus néhány híve megpróbált legalább egy ilyen változást (katasztrófát) összefüggésbe hozni a Bibliából ismert özönvíz és Noé történetével.
Georges Cuvier (1769–1832) francia tudós a 19. század elején terjesztette a katasztrofizmust. Nézete szerint a helyi árvizek után más területekről új életformák költöztek be. Tudományos írásaiban kerülte a vallási vagy metafizikai eszmefuttatásokat.

## Történet

### A geológia és a bibliai hit
A geológia fejlődésének korai szakaszában, a túlnyomórészt keresztény nyugati társadalomban igyekeztek összeegyeztetni a teremtésről és az egyetemes özönvízről szóló bibliai narratívákat a Földet formáló folyamatokról szóló új elképzelésekkel.
Más ősi özönvízmítoszok megismerése magyarázatot adott arra, hogy az özönvíztörténetet miért bukkan fel meglepően gyakran, komoly munkákban is az antik görögöknél. Például a történetírás atyja, Plutarkhosz is említi Ogügész özönvizét (Ogügész Biotia királya volt).

### Cuvier és a természetteológusok
A katasztrofizmus legnagyobb tudományos szószólója a 19. század elején Georges Cuvier francia anatómus és paleontológus volt. Fő célja az volt, hogy megmagyarázza a kihalás és a fauna szukcessziós mintázatát, amelyeket ő és mások megfigyeltek a fosszilis régészeti leletekben. Bár feltételezte, hogy Eurázsia legutóbbi kihalásáért felelős katasztrófa a tenger melletti alacsonyan fekvő területek elárasztásának következménye lehetett, nem tett utalást Noéra és az özönvízre. Soha nem hivatkozott az isteni teremtésre sem, a kihalást követő benépesítés mechanizmusaként. Cuvier, akire nagy hatással voltak a felvilágosodás eszméi és a francia forradalom szellemi légköre, tudományos írásaiban kerülte a vallási vagy metafizikai magyarázatokat. Cuvier úgy tartotta, a rétegtan eredményei alapján, hogy több ilyen forradalmi (gyors) változás is volt, amelyeket a földi élet történetének hosszú stabilitási időszakai között bekövetkező, visszatérő természeti eseményeknek tekintett. Ez miatt hitte azt, hogy a Föld több millió éves.
Ezzel szemben Nagy-Britanniában, ahol a természetteológia nagy befolyással bírt a 19. század elején, egy geológuscsoport, köztük William Buckland és Robert Jameson ettől eltérően értelmezte Cuvier munkáját.
Cuvier bevezetőt írt a fosszilis négylábúakról szóló tanulmányainak gyűjteményéhez, amelyben a katasztrofális kihalásról alkotott elképzeléseit tárgyalta. Ennek bevezetőjét Jameson lefordította angolra, és Theory of the Earth címmel tette közzé. Kiterjedt szerkesztői megjegyzéseket is fűzött a fordításhoz, melyekben összekapcsolta, megfeleltette Cuvier legújabb, forradalmi elképzelését a bibliai özönvízzel. Az így született mű rendkívül nagy hatást gyakorolt az angol nyelvterületen. Buckland korai pályafutásának nagy részében geológiai bizonyítékok segítségével próbálta igazolni, hogy a bibliai özönvíz valóban megtörtént. Gyakran idézte Cuvier munkáját, jóllehet Cuvier feltevése szerint az özönvíz ennél korlátozottabb földrajzi kiterjedésű és hosszabb időtartamú volt, de Buckland, hogy összhangban legyen a Bibliában olvasható beszámolóval, egy rövid ideig tartó, egész Földet elöntő árvíz mellett érvelt. Végül Buckland az árvízi geológia helyett inkább a Louis Agassiz által hirdetett eljegesedéselmélettel kezdett foglalkozni, miután az Alpokban tett látogatásakor Agassiz megmutatta neki az eljegesedés hatásait. Jameson, Buckland és a természetteológia más szószólóinak hatására Nagy-Britanniában a katasztrofizmuselmélet körüli vita a 19. században sokkal erősebb vallási felhangot kapott, mint Európa más részén.

### Az uniformizmus térnyerése a geológiában
James Hutton (akit néha a geológia atyjaként is emlegetnek) írásaiban a 18. század késői éveiben  találhatjuk meg az üledékes kőzet kialakulásának uniformista magyarázatát és ráeszmélést arra, hogy a földtörténet milyen hosszú időtartamot ölel fel, itt lett közismert a mély idő fogalma. Charles Lyell geológus a 19. század első felében Hutton gondolataira építve megfigyeléseket gyűjtött össze, melyek azt az uniformista elképzelést támasztják alá, miszerint a Föld jellemzőit ugyanazok a geológiai folyamatok formálták, amelyek a jelenben is megfigyelhetők és az idők során fokozatosan és állandóan jelen voltak és hatottak. Lyell az 1830-as években megjelent, Principles of Geology című háromkötetes munkájában ismertette gondolatait. Ebben megkérdőjelezte a katasztrofizmus híveinek (például Cuvier és Buckland) geológiai kataklizmákkal kapcsolatos elméleteit.
Nagyjából 1850 és 1980 között a legtöbb geológus támogatta az uniformizmust (A jelen a múlt kulcsa) és a gradualizmust (A geológiai változás lassan, fokozatosan, hosszú időn keresztül megy végbe), és elutasította azt az elképzelést, hogy a kataklizmák, például a földrengések, vulkánkitörések vagy a jelenleginél jóval nagyobb erejű árvizek jelentős szerepet játszottak a Föld felszínének kialakulásában. Ehelyett azt hirdették, hogy a Föld felszínét a ma is ható erők és folyamatok (például a vulkanizmus, a földrengések, az erózió és az üledékképződés) hosszú távú hatása, működése formálta. A geológusok katasztrofizmust elutasító hozzáállását részben az segítette elő, hogy a 19. század elején a katasztrofizmus hívei azt hitték, hogy Isten közvetlenül alakítja a Föld történetét. A 19. századi és a 20. század eleji katasztrofizmuselméletek némelyike a valláshoz kötődött, és egy-egy katasztrófa eredetét, okát néha inkább csodának, mint természeti eseményként értelmezték.
Az uniformizmus erősödése nagyon megnehezítette egy új katasztrofizmuselmélet bevezetését. 1923-ban J Harlen Bretz publikált egy tanulmányt az USA Washington államában található Missoula gleccsertó által kialakított Channeled Scablandsról. Bretz elméletei a korabeli geológiai intézmények ellenállásába ütköztek, ez végül is egy 40 évig tartó fergeteges vitát robbantott ki. Végül 1979-ben Bretz megkapta a Penrose-érmet, ami az Amerikai Geológiai Társaság legmagasabb kitüntetése.

### Immanuel Velikovszkij nézetei
Az 1950-es években Immanuel Velikovszkij számos népszerű könyvben tette közzé a katasztrofizmus elméletét. Ezekben többek között kifejtette, hogy a Vénusz bolygó korábban üstökös volt, amely a Jupiterből lökődött ki 3500 évvel ezelőtt, és utána 52 év különbséggel kétszer is elhaladt a Föld közvetlen közelében katasztrofális következményekkel. Ezután kölcsönhatásba került a Marssal, amely ennek hatására letért az akkori pályájáról, és egymásután többször majdnem ütközésig megközelítette a Földet, egész i. e. 687-ig, amíg végül rá nem állt a jelenlegi stabil pályájára. Velikovszkij ezekkel a rendkívüli bolygómozgásokkal magyarázta a bibliai tíz csapást, a szintén a Bibliában olvasható részt (Józsué 10:12 és 13): „a Nap egy napig álldogál”, ami a feltevése szerint a Föld forgásában bekövetkezett változással magyarázható, de Atlantisz elsüllyedését is. A tudósok határozottan elutasították Velikovszkij állításait.

### Összehasonlítás az uniformizmussal
Az egyik legfontosabb különbség a katasztrofizmus és az uniformizmus között az, hogy utóbbi látja-elismeri a korszakokon át zajló (tartó) folyamatok létezését, míg a katasztrofizmus nem. Napjainkban a legtöbb geológus a katasztrofizmus és az uniformizmus kombinációjának vehető álláspontot képviseli, miszerint a Föld geológiai történelme egy lassú, fokozatos történés, benne időnként bekövetkező természeti katasztrófák csapásaival, amelyek hatással voltak és vannak a Földre és annak lakóira.

### Új katasztrofizmus
Az új katasztrofizmus a paleontológiai leletek alapján bekövetkezett hirtelen kihalásokat nagy erejű, de csak ritkán bekövetkező eseményekkel (mint például aszteroidabecsapódások, szupervulkán-kitörések, szupernóvák gammasugár-kitörései stb.) magyarázza, ezzel szemben a fajok hirtelen eltűnésében a geomorfológia, a gyengébb hatású, de nagy gyakoriságú eseményeket tartja hangsúlyosabbnak.

### Luis Alvarez becsapódási esemény hipotézise
Az elmúlt 25 évben egy tudományosan megalapozott katasztrofizmus széles körben elfogadottá vált bizonyos távoli múltbeli események tekintetében. Ezt Walter és Luis Alvarez történelmi jelentőségű tanulmányának 1980-ban történő megjelenése hozta el. A tanulmány szerint egy 10 km-es aszteroida 66 millió évvel ezelőtt, a kréta időszak végén becsapódott a Földbe. Ez az akkor élő fajok körülbelül 70%-át kipusztította, beleértve a dinoszauruszokat is, maga mögött hagyva a kréta-paleogén határt (K-T határ). 1990-ben egy 180 km átmérőjű krátert azonosítottak a mexikói Yucatán-félszigeten lévő Chicxulubban, amely jó eséllyel ennek a becsapódásnak a nyoma.
Azóta a dinoszauruszok kihalásával és más tömeges kihalási eseményekkel kapcsolatos vita középpontjában már az áll, hogy a kihalást a becsapódás, esetleg az akkoriban kiterjedt, aktív vulkanizmus, ezek együtt, vagy ezektől különböző események, mechanizmusok okozhatták. A kihalás okait feltárni próbáló feltevések nagy része katasztrófa jellegű eseményeken alapszik.
A Shoemaker-Levy 9 üstökös jól megfigyelt és dokumentált becsapódása a Jupiterbe jó példa arra, hogy a katasztrófák természetes eseményekként fordulnak elő.

### A Hold kialakulása
A modern elméletek szerint a Föld szokatlanul nagy holdja katasztrófa során alakult ki. William K. Hartmann és Donald R. Davis az Icarusban 1975-ben megjelent cikkében azt feltételezte, hogy a Föld kialakulásának korai szakaszában, körülbelül 4,5 milliárd évvel ezelőtt nekiütközött egy planetezimál. Az ütközés a Föld felszínéről kőzetet vitt le, illetve újraolvasztotta a bolygót. A lelökött kőzettörmelékből alakult ki a Hold. Ez magyarázza a Hold kis sűrűségét és hogy nincs vasmagja, de azt is, hogy kötött a keringése (mindig ugyanaz az oldala néz a Föld felé). Vannak azonban részletek, amelyeket nem magyaráz meg pontosan ez a becsapódási elmélet: egyes számítógépes szimulációk egy gyűrű vagy több hold kialakulását hozzák ki a becsapódás után, illetve a Föld felszínén és a Hold felszínén a kémiai elemek összetétele nem tökéletesen azonos.

## Fordítás
Ez a szócikk részben vagy egészben  a   Catastrophism című angol Wikipédia-szócikk ezen változatának fordításán alapul.  Az eredeti cikk szerkesztőit annak laptörténete sorolja fel. Ez a jelzés csupán a megfogalmazás eredetét és a szerzői jogokat jelzi, nem szolgál a cikkben szereplő információk forrásmegjelöléseként.